# Grisolles (Tarn-et-Garonne)
Grisolles is een gemeente in het Franse departement Tarn-et-Garonne (regio Occitanie). De plaats maakt deel uit van het arrondissement Montauban. Grisolles telde op 1 januari 2022 4.206 inwoners.

## Geschiedenis
De plaats werd voor het eerst vermeld in 844 als Ecclesiola en was een bezit van de Abdij Saint-Sernin in Toulouse. In 1155 liet de abt van Saint-Sernin een kasteel bouwen in Grisolles om de bevolking te beschermen tegen roversbenden. Vanaf de 16e eeuw werd Grisolles, dat aan een koninklijke weg lag, een belangrijke marktplaats. Vanaf de 17e eeuw was de plaats bekend door haar kleermakers, metaalbewerkers (die bestek maakten) en tegelmakers. In de 19e eeuw waren er een veertigtal werkplaatsen die bezems uit sorgo maakten. Er was ook een kousenfabriek.

## Geografie
De oppervlakte van Grisolles bedroeg op 1 januari 2022 17,6 vierkante kilometer; de bevolkingsdichtheid was toen 239 inwoners per km². Grisolles ligt in de vallei van de Garonne tussen Toulouse en Montauban. In het westen van de gemeente liggen meanders en oude rivierarmen van de Garonne. Het Canal du Midi loopt door de gemeente.
De onderstaande kaart toont de ligging van Grisolles met de belangrijkste infrastructuur en aangrenzende gemeenten.

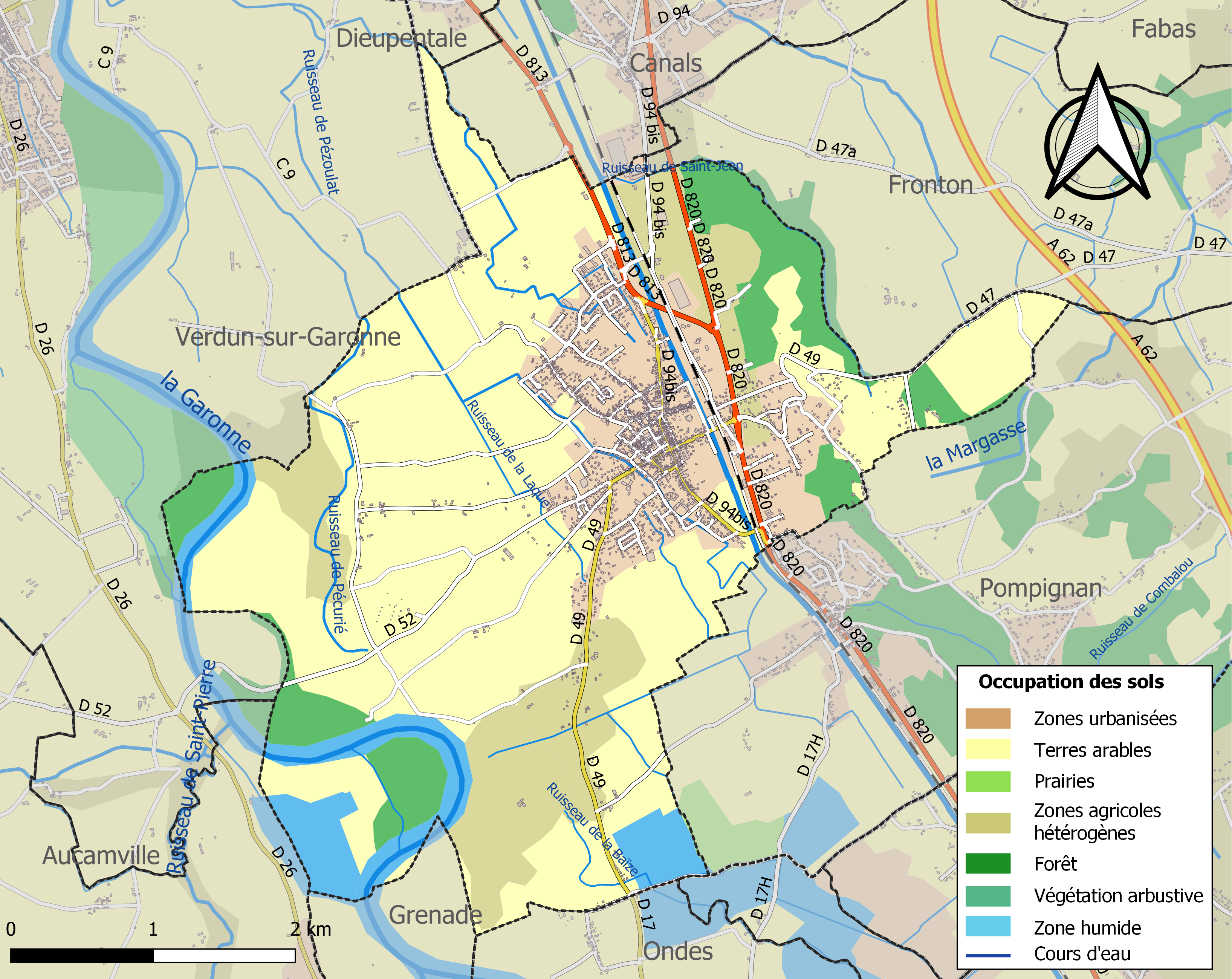

## Verkeer en vervoer
In de gemeente ligt spoorwegstation Grisolles.
De gemeente ligt in de buurt van de autosnelweg A62 en is bereikbaar via de afritten Montauban en Saint-Jory.

## Demografie
Onderstaande figuur toont het verloop van het inwonertal (bron: INSEE-tellingen).

## Bezienswaardigheden

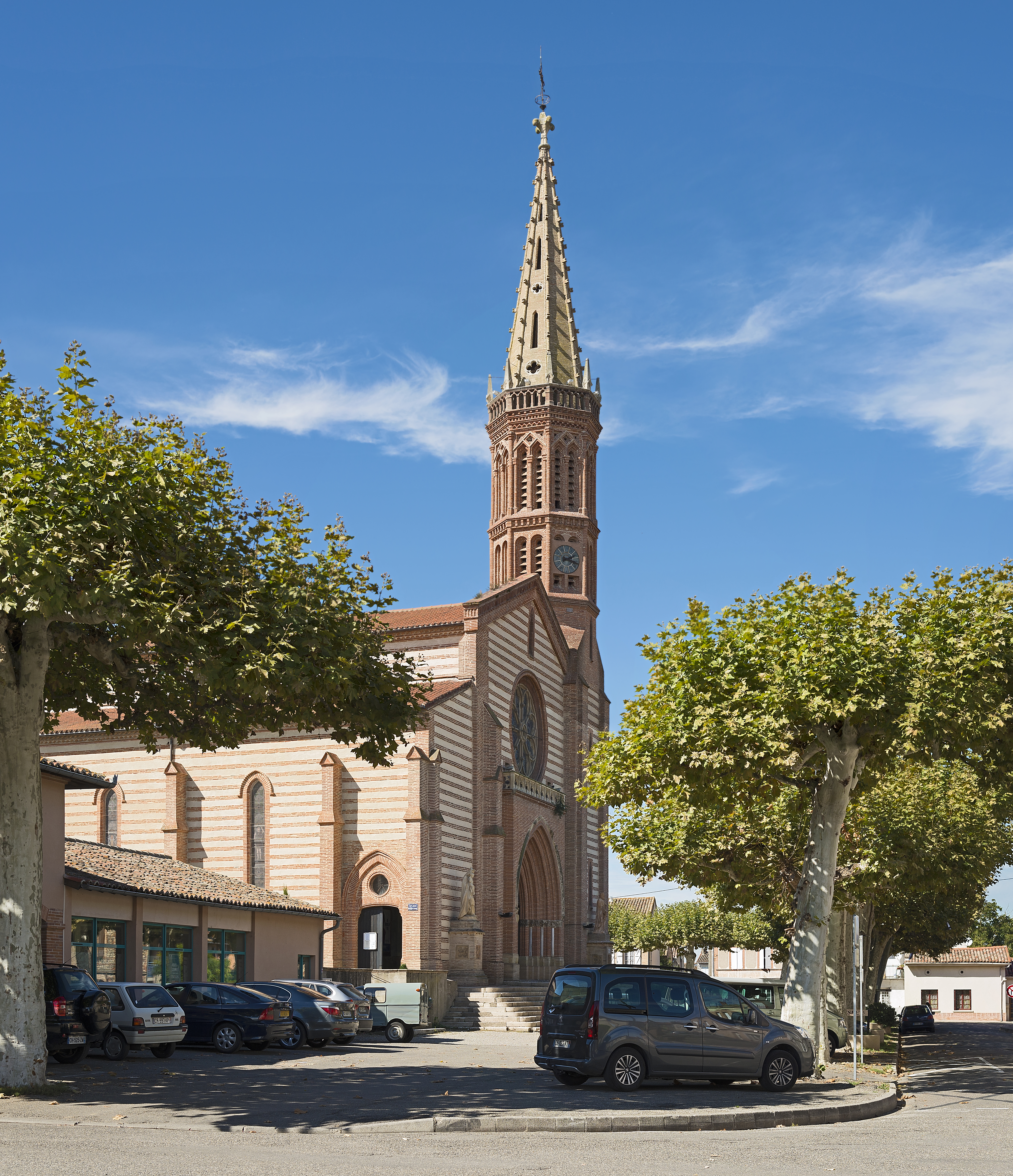
Kerk Saint-Martin

- Musée Théodore Calbet, in een 16e-eeuws vakwerkhuis met een collectie van oudheidkundige vondsten en volkskunst
- Markthal (1894)
- Kerk Saint-Martin (18e eeuw)
- Château de Fontanas

## Geboren
- Adrien Hébrard (1833-1914), journalist en politicus
- Jean Dargaties (1872-1965), wielrenner